# Вероника кустящаяся
Веро́ника кустя́щаяся, или Вероника ветвистая (лат. Veronica fruticans) — многолетний полукустарничек, вид рода Вероника (Veronica) семейства Подорожниковые (Plantaginaceae).

## Распространение и экология
Западная Европа: Испания (Пиренеи), Франция (Пиренеи, Альпы, Корсика), Италия, Швейцария, Югославия, Великобритания (Шотландия), Германия (Бавария), Австрия (Штирия, Тироль), Чехословакия, Венгрия, Румыния, Польша (Карпаты), Швеция (горы), Норвегия, Финляндия (редко), Исландия; территория бывшего СССР: Карпаты, Хибины; Северная Америка: Гренландия (юго-запад и юго-восток).
Произрастает на влажных лугах, в горах по скалам (преимущественно известняковым), осыпям и на лугах альпийского и субальпийского поясов; на высоте до 2800 м над уровнем моря.

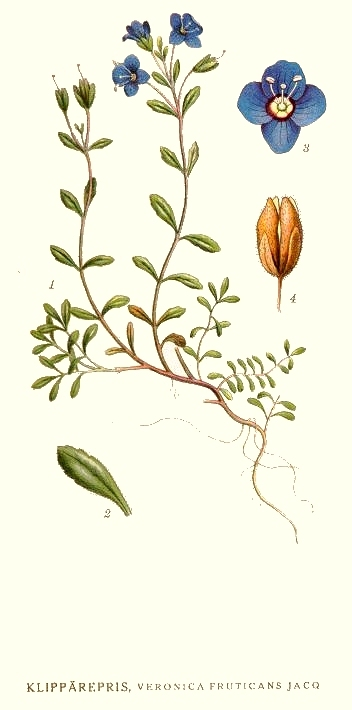

## Ботаническое описание

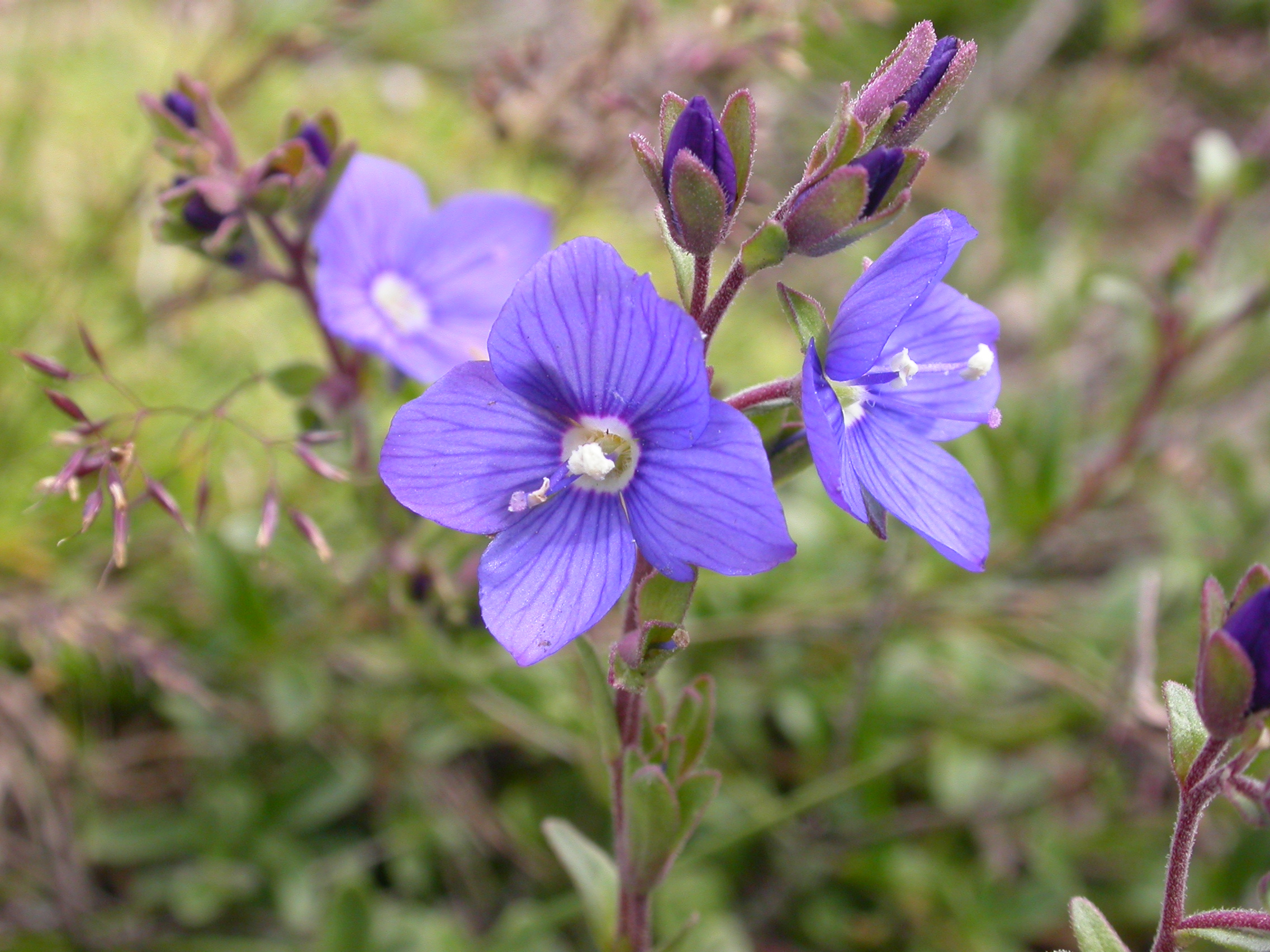
Соцветие, Швейцария

Полукустарнички, высотой 5—10 см, опушённые прижатыми, короткими и курчавыми волосками, или голые. Стебли ветвистые, густо олиственные, прямые, восходящие и приподнимающиеся.
Листья продолговато-ланцетные или эллиптические, длиной 1—2 см, шириной 0,2—0,6 см, на верхушке тупые, неясно городчатые или слабо волнистые или почти цельнокрайные, у основания клиновидные, большей частью голые и блестящие, толстоватые. Нижние листья на черешках; верхние — сидячие, постепенно переходят в прицветники.
Кисть верхушечная, редкая, опушённая курчавыми и железистыми волосками, реже кисти боковые. Цветки в числе 1—18 расположены в пазухах нижних, листовидных прицветников; цветоножки прямые. Доли чашечки в числе четырёх, лопатчатые, продолговатые до ланцетных, иногда с пятой недоразвитой долей, тонко и коротко ресничатые; венчик диаметром 10—14 мм, тёмно-синие, с пурпуровым зевом, иногда розовые, с очень короткой трубкой, с пятью жилками, отгиб колесовидный, с тремя почти равными, округлыми лопастями и одной более крупной, округло-почковидной.
Коробочка продолговато-ланцетная, длиной 7—9 мм, шириной 3—5 мм, суженная к верхушке, вдвое превышает чашечку или почти равна ей, без выемки, растрескивающаяся на четыре части вдоль створок и вдоль плацентарной колонки. Семена многочисленные, продолговато-яйцевидные, мелкие.

## Таксономия
Вид Вероника кустящаяся входит в род Вероника (Veronica) семейства Подорожниковые (Plantaginaceae) порядка Ясноткоцветные (Lamiales).
|  |                                      |  |                                                             |                                                             |                          |  | ещё 21 семейство (согласно Системе APG II) | ещё 21 семейство (согласно Системе APG II) |                         |  |  |  | ещё от 300 до 500 видов |
|  |                                      |  |                                                             |                                                             |                          |  | ещё 21 семейство (согласно Системе APG II) | ещё 21 семейство (согласно Системе APG II) |                         |  |  |  | ещё от 300 до 500 видов |
|  |                                      |  |                                                             | порядок Ясноткоцветные                                      |                          |  |                                            |                                            | род Вероника            |  |  |  |                         |
|  |                                      |  |                                                             | порядок Ясноткоцветные                                      |                          |  |                                            |                                            | род Вероника            |  |  |  |                         |
|  | отдел Цветковые, или Покрытосеменные |  |                                                             |                                                             | семейство Подорожниковые |  |                                            |                                            | вид Вероника кустящаяся |  |  |  |                         |
|  | отдел Цветковые, или Покрытосеменные |  |                                                             |                                                             | семейство Подорожниковые |  |                                            |                                            |                         |  |  |  |                         |
|  |                                      |  | ещё 44 порядка цветковых растений (согласно Системе APG II) | ещё 44 порядка цветковых растений (согласно Системе APG II) |                          |  |                                            | ещё 90 родов                               | ещё 90 родов            |  |  |  |                         |
|  |                                      |  |                                                             | ещё 44 порядка цветковых растений (согласно Системе APG II) |                          |  |                                            |                                            | ещё 90 родов            |  |  |  |                         |

## прочие сведения
Вероника кустящаяся была изображена на почтовой марке Исландии в 1985 году и Норвегии в 1973 году в стандартной серии «Горные цветы».